# Синдромологический подход
Синдромологический подход — это метод, который заключается в использовании для диагностики функциональных и анатомических синдромов, характерных для определённых заболеваний.
Он позволяет сузить круг нозологий до применения лабораторных и инструментальных методов исследований и наиболее точно сформулировать предварительный диагноз.
В клинической генетике синдромологический подход используют для постановки диагноза наследственных заболеваний. С помощью предметно-образных знаков обозначают главные признаки врождённого или наследственного заболевания (синдрома). 
В психиатрии синдромологический подход применяется при классификации психических расстройств. Теоретической базой этого подхода является концепция «единого психоза», в основе которой лежит представление о единой природе различных психических расстройств.